# Xã Windsor, Quận Traverse, Minnesota
Xã Windsor (tiếng Anh: Windsor Township) là một xã thuộc quận Traverse, tiểu bang Minnesota, Hoa Kỳ. Năm 2010, dân số của xã này là 66 người.